# نجد المرائة (حبيل جبر)

تعديل مصدري - تعديل

نجد المرائة هي إحدى قرى عزلة حبيل جبر بمديرية حبيل جبر التابعة لمحافظة لحج، بلغ تعداد سكانها 6 نسمة حسب تعداد اليمن لعام 2004.